# Philipp Scharrenberg

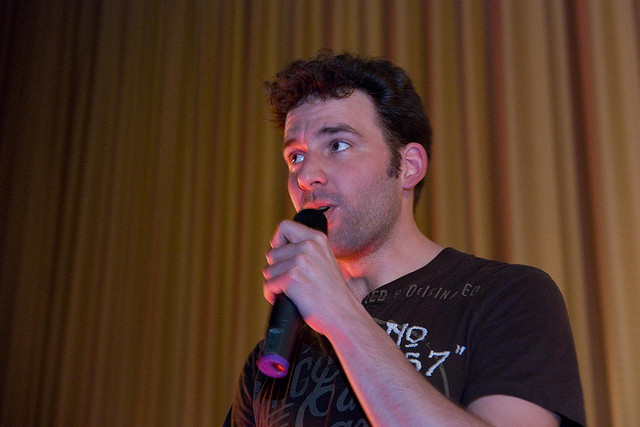
Scharri, 2009

Philipp Scharrenberg, auch Scharri (* 22. Juni 1976 in Bonn), ist ein deutscher Kabarettist, Slampoet und Autor.

## Leben
Scharrenberg wuchs auf in Bonn, wo er von 1982 bis 1986 die Bonner Michaelschule und im Anschluss bis 1995 das Clara-Schumann-Gymnasium besuchte. Danach studierte er Germanistik und Philosophie an der Uni Bonn und machte einen Master of Arts als Medienautor an der Hochschule der Medien in Stuttgart. Er arbeitete als Radiomoderator, Webdesigner, Comedy-Autor und trat als Rapper, Bühnendichter und Kabarettist auf.
2006 entdeckte er Poetry Slams für sich. Gleich bei seiner ersten Teilnahme an den deutschsprachigen Poetry-Slam-Meisterschaften 2007 belegte er den dritten Platz und siegte bei Sendungen des WDR Poetry Slam und der Slam-Tour mit Kuttner (Sat.1). Im Oktober 2009 gewann Scharrenberg die deutschsprachigen Meisterschaften in Düsseldorf sowohl im Einzel- als auch im Team-Wettbewerb (mit der Formation „PauL - Poesie aus Leidenschaft“, der auch Bumillo und Heiner Lange angehören).
Von 2010 bis Mitte 2016 tourte er unter dem Namen Philipp Scharri mit seinen Abendprogrammen über die Kleinkunstbühnen und trat für das Goethe-Institut auch im Ausland auf. Im Jahr 2014 ging er als Sieger aus der Kabarettbundesliga hervor und erhielt den Titel „Deutscher Kabarettmeister der Saison 2013/2014“. Anlässlich seines 10-jährigen Bühnenjubiläums im Herbst 2016 wechselte er zurück zu seinem bürgerlichen Namen und gewann erneut die deutschsprachigen Poetry-Slam-Meisterschaften, diesmal in Stuttgart. Sein Programm "Verwirren ist menschlich" wurde mit dem Deutschen Kabarettpreis 2023 ausgezeichnet als „ein sehr persönliches, mutiges und vor allem vergnügliches Programm mit Erkenntnisgewinn“, „das seinen Titel konsequent auf der Bühne einlöst.“
Als Gast bekannter Satireformate (Vereinsheim Schwabing (BR), Alfons und Gäste (SR/SWR), Olafs Klub (MDR), Kabarettfest (WDR5), Radiospitzen (BR2)) ist er regelmäßig in Fernsehen und Radio zu sehen und zu hören. Seit 2011 moderiert er den Kleinkunstwettbewerb St. Ingberter Pfanne; die Auftritte seiner Gäste sowie seine gereimten Moderationen werden als Folgen der Sendereihe kabarett.com im SR/SWR TV ausgestrahlt. Außerdem ist er Gründungsmitglied der Leseshow „Die Rationalversammlung“, die von 2011 bis 2023 einen festen Platz in der Münchner Kulturszene hatte. Er lebt in Bonn.

## Einzelprogramme
- Der Klügere gibt Nachhilfe (2009)
- Kreativer Ungehorsam (2013)
- Germanistik ist heilbar (2017)
- Realität für Quereinsteiger (2020)
- Verwirren ist menschlich (2023)

## Veröffentlichungen
- Und dieses Land heißt Poesie. (CD) Labelfreie Eigenproduktion, Stuttgart 2009
- Der Klügere gibt Nachhilfe. (CD) Spokenwordberlin/Lektora, Berlin 2010, ISBN 978-3-938470-44-2
- Der Klügere gibt Nachhilfe. (Buch) Fischer-Verlag, Frankfurt am Main 2012, ISBN 978-3-596-19077-5
- Der Klügere gibt Nachhilfe (Doppel-Stunde). (CD) Labelfreie Eigenproduktion, München 2014
- Germanistik ist heilbar (Doppelte Dosis). (CD) WortArt, Köln 2019, ISBN 978-3-946207-49-8
- Kann denn Liebe Syntax sein? (Buch) Satyr, Berlin 2019, ISBN 978-3-947106-32-5
- Offiziell verrufenes Buch (Buch) Satyr, Berlin 2024, ISBN 978-3-9107-7514-5

## Auszeichnungen
- 2009: Gewinner der deutschsprachigen Poetry-Slam-Meisterschaften (Einzel)
- 2009: Gewinner der deutschsprachigen Poetry-Slam-Meisterschaften (Team, mit PauL)
- 2009: Kleines Passauer Scharfrichterbeil (mit PauL)
- 2010: Hölzerner Stuttgarter Besen (mit PauL)
- 2010: Goldene Weißwurst auf dem StuStaCulum München (mit PauL)
- 2010: Kleinkunstpreis Baden-Württemberg
- 2010: St. Ingberter Pfanne
- 2011: Hamburger Comedy Pokal (3. Platz)
- 2011: Oltner Sprungfeder (Nachwuchspreis der Oltner Kabarett-Tage)
- 2011: Thüringer Kleinkunstpreis
- 2011: Paulaner Solo+ (3. Platz)
- 2011: Reinheimer Satirelöwe (mit PauL)
- 2011: Kabarett Kaktus (2. Platz, mit PauL)
- 2012: DESiMOs Spezialist
- 2014: Deutscher Kabarettmeister | Saisonsieger der Kabarettbundesliga 2013/2014
- 2014: Thurn und Taxis Kabarettpreisträger (2. Platz, mit PauL)
- 2016: Gewinner der deutschsprachigen Poetry-Slam-Meisterschaften (Einzel)
- 2023: Deutscher Kabarettpreis (Programmpreis)